# Fenolite
Fenolite é um laminado industrial utilizado como isolante elétrico. É produzido pela aplicação de calor e pressão à camadas de celulose impregnadas com resinas fenólicas do tipo da Baquelite. Este procedimento leva à polimerização. O resultado é um produto duro, denso e termofixo. Geralmente é comercializado na forma de chapas, tarugos e tubos.
O Fenolite é utilizado para produzir suportes isolantes, arruelas, barras de isolação, carretéis, conectores, protetores de fusíveis, dentre outros produtos. Recoberta de uma fina camada de cobre metálico, usa-se  como suporte mecânico e trilha condutora nos circuitos impressos e placas para Computador. Nesse uso, pode ser ser substituída pela fibra de vidro.
É usada em siderurgia, produção de papel e tecidos, além de artefatos mecânicos, elétricos.